# Emmanuel Camus du Martroy
Emmanuel Camus, vicomte du Martroy est un haut fonctionnaire du Premier Empire et de la Restauration. 
Il est né le 29 janvier 1786 à Paris et est mort le 20 mai 1843 dans la même ville.

## Famille
Emmanuel Jean François est le fils de Emmanuel Camus du Martroy (1759 - 1841) et de son épouse, Charlotte Brochet de Vérigny (- 1838).
Le 16 aout 1810, il épouse Zéphirine Nompère de Champagny (11 mai 1793 Saint-Vincent-de-Boisset - Chauconin 14 octobre 1824), fille du duc Jean-Baptiste Nompère de Champagny dont :
- - Emmanuel, vicomte du Martroy (1812-1896)
  - Marie (1813-1892) et  François-Joseph de Nompère de Champagny, 4e duc de Cadore
    - Blandine de Nompère de Champagny et Charles de la Forest-Divonne

  - Félix (1816-1883)
  - Anthelme (1818-1887)
  - Clémence (1820-1883) et Eugène Daru
    - Bruno, comte Daru

## Carrière
Emmanuel Camus du Martroy occupera successivement les postes de :
Secrétaire de Chabrol de Volvic préfet de Montenotte d'avril 1806 à juin 1808. Auditeur au conseil d'État, 12 février 1809...
Préfet de la Creuse, 12 février 1810, démission présentée le 12 avril 1814
Maître des requêtes au conseil d'État, 5 juillet 1814.
Préfet de la Creuse, 22 mars 1815
Préfet de l'Ain, 14/27 juillet 1815 
Préfet du Puy-de-Dôme, 19 juillet/6 août 1820 .
Préfet des Ardennes, 27 juin 1823,
Préfet de la Haute-Garonne, 12 novembre/7 décembre 1828, remplacé le 14 août 1830 ; pension (3 238 F) le 30 novembre 1837

## Titres
- Baron de Martroy et de l'Empire (9 septembre 1810), D'azur, à la martre passant d'or ; au franc-quartier des barons du conseil d'Etat.
- Baron de Martroy (4 mai 1816), D'azur, à la martre passante d'or.
- Vicomte de Martroy (22 décembre 1820)[3]

Ces titres s'éteignent en 1896, à la mort de son fils, Emmanuel.